# Edisons 2015
De Edisons 2015 werden uitgereikt op 2 maart 2015 in de Harbour Club in Amsterdam.
De Edison is een belangrijke Nederlandse muziekprijs die doorgaans jaarlijks wordt toegekend aan de beste Nederlandse muziekproducties uit de periode voorafgaande aan de uitreiking.
Voor de editie 2015 maakte de organisatie op 28 januari 2015 de genomineerden bekend. Dat gebeurde in diverse radio- en tv-programma's, waaronder RTL Late Night, Evers Staat Op en GIEL. Uitsluitend Nederlandse producties kwamen in aanmerking voor een nominatie en/of prijs. De opzet was grotendeels gelijk aan die van 2014. De prijzen werden in tien categorieën uitgereikt.
De uitreiking werd niet op tv uitgezonden. Evenmin was het evenement toegankelijk voor publiek; alleen genodigden waren welkom bij de uitreiking. De presentatie was van Johnny de Mol.
De vakjury bestond - net als in 2014 - uit Leon Verdonschot (voorzitter), Angela Groothuizen, Dave Minneboo (Radio 538), Joost Nelemans (iTunes Nederland), Tijs van Liemt (3FM), Roland Snoeijer (100% NL), Joey Ruchtie (Noorderslag) en Job de Wit (muziekjournalist).

## Winnaars en genomineerden
- Oeuvreprijs
  - Thé Lau & The Scene
- Beste artiest/plaat - Pop
  - The Common Linnets voor The Common Linnets
  - Nielson voor Zo van Ah Yeah
  - Dotan voor 7 Layers
- Beste artiest/plaat - Rock
  - Kensington voor Rivals
  - Birth of Joy voor Prisoner
  - DI-RECT voor Daydreams in a Blackout
- Beste artiest/plaat - Hip Hop
  - Typhoon voor Lobi Da Basi
  - Broederliefde voor Gevoelig Feestje
  - Ronnie Flex voor De nacht is nog jong, net als wij voor altijd
- Beste artiest/plaat - Dance
  - Martyn voor The Air Between Words
  - Afrojack voor Forget The World
  - Tiësto voor A Town Called Paradise
- Beste artiest/plaat - Alternative
  - Thomas Azier voor Hylas
  - Jungle by Night voor The Hunt
  - Bade voor Miracle Wave
- Beste artiest/plaat - Nieuwkomer
  - Kovacs voor My Love
  - Emil Landman voor Colours and Their Things
  - Ronnie Flex voor De nacht is nog jong, net als wij voor altijd
- Beste artiest/plaat - Volksmuziek
  - Django Wagner voor Samen
  - Jaman voor Gewoon Geluk
  - Mieke Stemerdink voor Oh Liefde
- Beste artiest/plaat - Videoclip
  - Stem - Marco Borsato & Gers Pardoel (artiesten); Kakhiel (regisseur)
  - Laatste Keer - The Opposites (artiesten); Sam de Jong (regisseur)
  - Radio - Dio (artiest); Jonathan Elbers (regisseur)
- Beste song van het jaar
  - Dotan voor Home
  - Chef'Special voor In Your Arms
  - The Common Linnets voor Calm After The Storm
- Beste album van het jaar
  - Typhoon voor Lobi Da Basi

(Geen verdere genomineerden in deze categorie)